# Pyramide de Noubounet
Le complexe pyramidal de Noubounet est situé au sud de la pyramide de son époux, le pharaon Pépi Ier. Il a été mis au jour par la mission archéologique française de Saqqâra, parmi sept autres pyramides secondaires qui accompagnaient celle du roi formant ainsi une véritable nécropole familiale. C'est la première pyramide de reine en partant de l'angle sud-est du complexe pyramidal royal.

## Le complexe funéraire
En raison de son état de ruine, le complexe funéraire est incomplet. De plus la taille relativement petite de l'ensemble suggère que sa construction ait été limitée à l'ouest par la présence du complexe pyramidal d'Inenek Inti, une autre épouse du roi, et à l'est par un autre monument préexistant dont seules quelques traces subsistent et ne permettent pas pour le moment d'en définir la destination exacte.
L’accès principal au complexe de Noubounet se faisait par le nord face à la pyramide de Pépi Ier par un petit vestibule donnant accès par l'ouest au péribole de la pyramide et par le sud directement au sanctuaire du temple funéraire. Ce dernier est composé d'une salle à trois niches, élément particulier au culte funéraire des reines et qu'on retrouve dans d'autres complexes funéraires contemporains, ainsi que d'une salle d'offrande abritant la stèle fausse porte de la reine qui est le véritable objet du culte qui était rendu dans toute tombe égyptienne.

## La pyramide
Mesurant près de vingt-et-un mètres de côté à sa base, le monument s’élevait une hauteur équivalente. La pyramide était bâtie dans un calcaire local et revêtue d’un parement en calcaire fin de Tourah. Accolée à sa face nord se trouve une petite chapelle construite en brique crue, qui abrite l’accès au dispositif souterrain ménagé dans le pavement de la chapelle. La chapelle contenait un autel en calcaire donnant les titres et le nom de la reine dont seuls quelques fragments ont pu être retrouvés.
Le caveau royal est aménagé au fond d'une fosse en forme de « T ». On y accédait par une courte descenderie suivie d'un couloir horizontal, faisant office de petit corridor, et menant directement à la chambre funéraire. Cette dernière était protégée par une herse de granite rouge d'Assouan.
La chambre funéraire est bâtie au fond de la fosse sur un axe est-ouest avec par son côté oriental un accès à une pièce annexe, le serdâb de la pyramide. Contrairement à d'autres pyramides de reines, le plafond du caveau funéraire est plat, constitué de grandes dalles de calcaires disposées horizontalement.
Des débris du sarcophage en granite rouge d'Assouan ont été découverts à l'ouest de la chambre funéraire pillée dès l'Antiquité. La tombe a également livré des restes du viatique funéraire de la reine dont notamment des vestiges d'un métier à tisser ou encore des vases en pierre.